# عضلة مصرة ظاهرة لإحليل الذكر
عضلة مصرة ظاهرة لإحليل الذكر هي عضلة تُحيط بالإحليل الغشائي كُله، وهي موجودة في لفافة الحجاب البولي التناسلي.

## روابط خارجية
- شكل تشريحي: 41:06-04 على موقع مركز سوني دونستات الطبي (تشريح بشري عبر الإنترنت).